# Tibioplus
Genre
Tibioplus est un genre d'araignées aranéomorphes de la famille des Linyphiidae.

## Distribution
Les espèces de ce genre se rencontrent en zone holarctique.

## Liste des espèces
Selon World Spider Catalog (version 16.5, 4/12/2015) :
- Tibioplus diversus (L. Koch, 1879)
- Tibioplus tachygynoides Tanasevitch, 1989

## Publication originale
- Chamberlin & Ivie, 1947 : The spiders of Alaska. Bulletin of the University of Utah, vol. 37, no 10, p. 1-103.